# 若热·里贝罗
若热·米格尔·德奥利韦拉·里贝罗（葡萄牙語：Jorge Miguel de Oliveira Ribeiro，1981年11月9日—），葡萄牙足球运动员，司職後衛。

## 生平
這名球員出身於葡萄牙班霸本菲卡，曾多次被外借至其他球會，其中一次是在俄羅斯聯賽球會莫斯科迪纳摩度過。至2007年才重返葡萄牙效力博阿维斯塔。
他於2008年歐洲國家盃中入選了國家隊，但僅在分組賽最後一場上陣，當時負0-2。
他是的哥哥马尼切也是一名足球运动员。

## 榮譽
- 賓菲加：
  - 葡萄牙聯賽盃：2008-09